# Karen Spärck Jones
Karen Spärck Jones FBA (26 de agosto de 1935 - 4 de abril de 2007) foi uma cientista da computação britânica que foi responsável pela criação do conceito da frequência inversa de documentos, uma tecnologia que sustenta os mecanismos de buscas mais modernos. Em 2019, o The New York Times publicou seu obituário tardio em sua série Overlooked, chamando ela de “a pioneira da ciência da computação para trabalhos combinando estatísticas e linguísticas, e uma defensora das mulheres neste segmento”.

## Vida pessoal
Karen Ida Boalth Spärck Jones nasceu em Huddersfield, Yorkshire, Inglaterra. Seu pai foi Owen Jones, um professor de química, e sua mãe Ida Spärck, uma norueguesa que se mudou para Grã-Bretanha durante a Segunda Guerra Mundial. Eles deixaram a Noruega em um dos últimos barcos após a invasão alemã em 1940. Spärck Jones estudou em uma escola de gramática em Huddersfield e depois, de 1953 a 1956, no Girton College, Cambridge, estudou História, com um ano adicional em Ciências Morais (filosofia). Rapidamente ela se tornou professora de escola, antes de iniciar sua carreira na Ciência da Computação. Durante sua carreira em Ciência da Computação, ela fez campanha para que mais mulheres entrassem na computação. Ela foi casada com o colega cientista da computação de Cambridge, Roger Needham, até a morte dele em 2003. Ela morreu em 4 de abril de 2007 em Willingham, em Cambridgeshire.

## Carreira
Spärck Jones trabalhou no Cambridge Language Research Unit desde o final dos anos 50 depois no Cambridge University Computer Laboratory desde 1974, e aposentou-se em 2002, ocupando o cargo de Professora de Computadores e Informação, no qual ela foi premiada em 1999. Antes de 1999, ela trabalhou em uma série de contratos de curto prazo. Ela continuou a trabalhar no Laboratório de Computação até pouco antes de sua morte.
Suas principais áreas de pesquisa, desde o final dos anos 50, eram o processamento de linguagem natural e a recuperação de informações. Uma de suas contribuições mais importantes foi o conceito de frequência inversa de documentos (IDF) na recuperação de informações, escrito em um artigo de 1972 por ela. O IDF é usado na maioria dos mecanismos de pesquisa atualmente, geralmente como parte do esquema de ponderação tf-idf.
Em 1982 ela se envolveu no Alvey Programme.
Há um palestra anual da British Computer Society em sua homenagem.
Em agosto de 2017, Universidade de Huddersfield renomeou um de seus edifícios do campus em sua homenagem. Anteriormente conhecido como Canalside West, o edifício Spärck Jones abriga a Escola de Computação e Engenharia da universidade.

### Reconhecimentos
- Fellow da British Academy, da qual foi Vice President entre 2000 e 2002
- Fellow da AAAI[11]
- Fellow da ECCAI[11]
- Presidente da Association for Computational Linguistics em 1994[11]

### Prêmios
- Gerard Salton Award (1988)[12]
- ASIS&T Prêmio ao Mérito (2002)[7]
- ACL Lifetime Achievement (2004)
- BVida PessoalCS Lovelace Medal (2007)
- Vida PessoalACM - AAAI Allen Newell Award (2006)
- Vida PessoalACM Women's Group Athena Award (2007)[7]

## Prêmio Karen Spärck Jones
Para celebrar suas conquistas, o Prêmio Karen Spärck Jones foi criado em 2008 pela BCS e seu Grupo Especialista de Recuperação de Informação (BCS IRSG), patrocinado pela Microsoft Research.
Os ganhadores foram: 
- 2009: Mirella Lapata
- 2010: Evgeniy Gabrilovich
- 2011: Não houve premiação
- 2012: Diane Kelly (cientista da computação)
- 2013: Eugene Agichtein
- 2014: Ryen White
- 2015: Jordan Boyd-Graber, Emine Yilmaz
- 2016: Jaime Teevan
- 2017: Fernando Diaz (cientista da computação)
- 2018: Krisztian Balog